# Limor Shapira

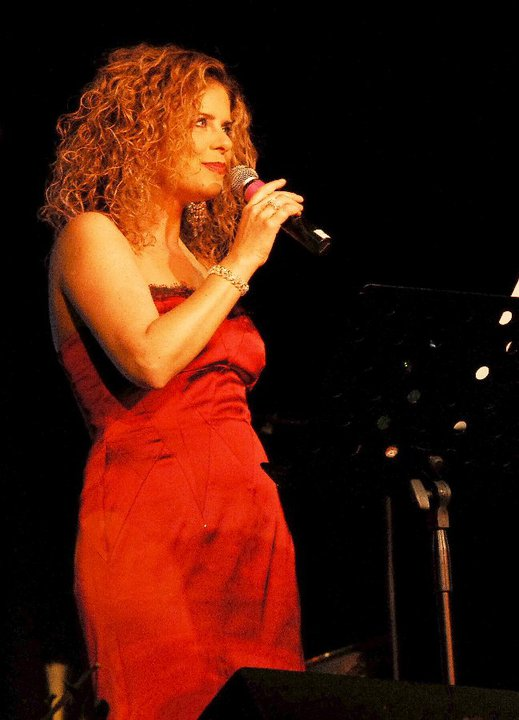
Limor Shapira

Limor Shapira (* 15. Dezember 1964 in Tel Aviv-Jaffa) ist eine israelische Sängerin und Anwältin.

## Leben
Shapira wurde als Tochter der Pianistin und Onkologin Atia Shapira und des Rechtsprofessors Amos Shapira geboren. Im Alter von fünf Jahren begann sie Klavier zu spielen. Nach ihrem Abschluss bei der israelischen Armee begann sie ein Studium an der Universität Tel Aviv.
Sie synchronisierte ausgiebig in hebräischen Synchronversionen, einschließlich Dornröschen, Aristocats, Däumeline und Anastasia. Außerdem trat sie in den Musicals The Sound of Music und Annie auf.